# 上海市江湾高级中学
上海市江湾高级中学，始建于1947年，位于上海市虹口区水电路1588号。

## 沿革
淞沪战役后，1947年4月，陈汝惠在原国立劳动大学校舍废墟上创建上海市立江湾中学，并出任首任校长。1947年8月28日正式就任，学校9月29日正式开学，他通过哥哥陈伯吹介绍，聘请语文老师孔另境、英文老师李伯黍、地理兼国文老师钱今昔、数学老师朱滋礼、音乐老师苏民、美术老师汪刃锋等。
2004年3月，学校一名女生在拔河活动中意外去世。次年，江湾高级中学成为上海市虹口区内第一所公立高中改制试点学校，并转制为民办学校。